# Невпорядкована пара
У математиці невпорядкована пара або множина пар — це множина у формі {a, b}, тобто множина, що містить два елементи a і b без певного зв’язку між ними, де {a, b} = {b, a}. Навпаки, впорядкована пара (a, b) має a як перший елемент, а b як другий елемент, що означає (a, b) ≠ (b, a).
Хоча два елементи впорядкованої пари (a, b) не обов’язково повинні бути різними, сучасні автори називають {a, b} невпорядкованою парою, лише якщо a ≠ b. Але для деяких авторів синглетон також вважається невпорядкованою парою, хоча сьогодні більшість скаже, що {a, a} — це мультимножина. Типовим є використання терміна невпорядкована пара навіть у ситуації, коли елементи a і b можуть бути рівними, якщо ця рівність ще не встановлена.